# Beauvallon
Beauvallon là một xã thuộc tỉnh Drôme trong vùng Auvergne-Rhône-Alpes đông nam nước Pháp. Xã Beauvallon nằm ở khu vực có độ cao trung bình 131 mét trên mực nước biển.